# Гіоргі Джгереная
Гіо́ргі Джгерена́я (груз. გიორგი ჯგერენაია, нар. 28 грудня 1993, Тбілісі, Грузія) — грузинський футболіст, захисник футбольного клубу «Самтредія» та екс-гравець молодіжної збірної Грузії.

## Життєпис
Гіоргі Джгереная народився у Тбілісі. Певний час проживав з батьками в Росії. Займатися футболом почав у 11-річному віці потайки від батьків, однак дуже швидко покинув заняття. Втім, через рік Гіоргі здійснив другу спробу пов'язати своє життя з футболом, яка завершилася більш вдало.
Професійну кар'єру розпочав у віці 17 років, захищаючи кольори футбольного клубу «Гагра». У першому ж сезоні юний захисник відзначився одним забитим м'ячем у 17 матчах регулярного чемпіонату та плей-оф за право залишитися в Умаглесі Лізі, що втім не допомогло його клубу зберегти прописку в класі найсильніших.
25 травня 2012 року Джгереная дебютував у складі юнацької збірної Грузії віком до 19 років в поєдинку проти однолітків з Боснії і Герцеговини. Загалом же у складі юнацької команди своєї країни він провів три поєдинки, занісши до свого пасиву жовту картку в матчі з хорватами. 1 червня того ж року Джгереная дебютував і у молодіжній збірній Грузії, замінивши на 90-й хвилині поєдинку проти збірної Білорусі Лашу Чапідзе.
На початку 2013 року перейшов до лав маріупольського «Іллічівця» на засадах піврічної оренди, однак жодного матчу у складі нового клубу так і не провів, задовольнившись виступами за молодіжну команду маріупольців. Влітку 2013 року пристав на пропозицію Олега Федорчука, що тренував на той час футбольний клуб «Миколаїв», та приєднався до «корабелів», що змагалися у першій лізі Чемпіонату України. Втім, під час зимової перерви повернувся до Грузії, де продовжив виступи у складі «Гагри».
Під час зимової перерви сезону 2014/15 років перебував на перегляді в декількох українських командах — спочатку проходив збори у складі запорізького «Металурга», а згодом приєднався до «Динамо-2».
Наприкінці червня 2016 року повернувся до «Гагри».

## Статистика виступів
Статистичні дані наведено станом на 9 лютого 2015 року
| Сезон                | Команда              | Чемпіонат            | Чемпіонат | Чемпіонат | Кубок | Кубок | Кубок | Єврокубки | Єврокубки | Єврокубки | Інші кубки | Інші кубки | Інші кубки | Всього | Всього |
| Сезон                | Команда              | Змаг.                | Матчі     | Голи      | Змаг. | Матчі | Голи  | Змаг.     | Матчі     | Голи      | Змаг.      | Матчі      | Голи       | Матчі  | Голи   |
| -------------------- | -------------------- | -------------------- | --------- | --------- | ----- | ----- | ----- | --------- | --------- | --------- | ---------- | ---------- | ---------- | ------ | ------ |
| 2011—2012            | «Гагра»              | ЛУ                   | 8         | 0         | КГ    | 4     | 0     | —         | —         | —         | ПО         | 9          | 1          | 21     | 1      |
| 2012—2013            | «Гагра»              | ЛП                   | 14        | 1         | КГ    | 2     | 0     | —         | —         | —         | —          | —          | —          | 16     | 0      |
| Всього в «Гагрі»     | Всього в «Гагрі»     | Всього в «Гагрі»     | 22        | 1         |       | 6     | 0     |           | 0         | 0         |            | 9          | 1          | 37     | 2      |
| 2013—2014            | «Миколаїв»           | 1Л                   | 19        | 0         | КУ    | 3     | 0     | —         | —         | —         | —          | —          | —          | 22     | 0      |
| Всього в «Миколаєві» | Всього в «Миколаєві» | Всього в «Миколаєві» | 19        | 0         |       | 3     | 0     |           | 0         | 0         |            | 0          | 0          | 22     | 0      |
| 2013—2014            | «Гагра»              | ЛП                   | 8         | 0         | КГ    | 0     | 0     | —         | —         | —         | —          | —          | —          | 21     | 1      |
| 2014—2015            | «Гагра»              | ЛП                   | 17        | 0         | КГ    | 1     | 0     | —         | —         | —         | —          | —          | —          | 21     | 1      |
| Всього в «Гагрі»     | Всього в «Гагрі»     | Всього в «Гагрі»     | 25        | 0         |       | 1     | 0     |           | 0         | 0         |            | 0          | 0          | 26     | 0      |
| Всього за кар'єру    | Всього за кар'єру    | Всього за кар'єру    | 66        | 1         |       | 10    | 0     |           | 0         | 0         |            | 9          | 1          | 85     | 2      |

## Титули і досягнення
- Володар Кубка Грузії (2):

Іберія 1999: 2021, 2023
- Чемпіон Грузії (1):

Іберія 1999: 2024